# Liste der Kulturdenkmale in Kleinwelka

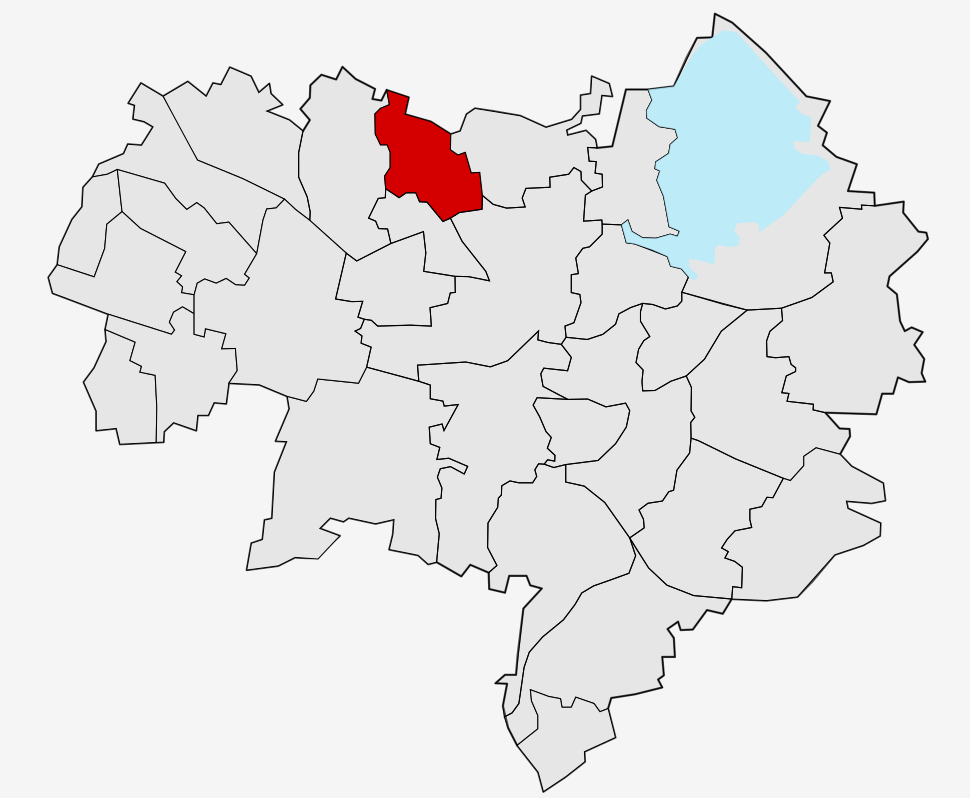
Lage des Ortsteils Kleinwelka in Bautzen

In der Liste der Kulturdenkmale in Kleinwelka sind die Kulturdenkmale des Bautzener Ortsteils Kleinwelka  verzeichnet, die bis März 2018 vom Landesamt für Denkmalpflege Sachsen erfasst wurden (ohne archäologische Kulturdenkmale). Die Anmerkungen sind zu beachten.

## Liste der Kulturdenkmale in Kleinwelka
| Bild                                    | Bezeichnung | Lage | Datierung                                                                                                | Beschreibung | ID       |
| --------------------------------------- | --- | --- | --- | --- | -------- |
| Weitere Bilder                          | Gottesacker (Sachgesamtheit) | Am Schneiderberg (Karte) | Ab 1756                                                                                                  | Sachgesamtheit Gottesacker der Brüdergemeine mit in den Boden eingelassenen Grabplatten sowie Friedhofsgestaltung (Gartendenkmal); orts-, kultur- und religionsgeschichtlich von Bedeutung. 1756 fand die erste Beisetzung auf dem Gottesacker statt. Gestalterisches Vorbild ist der Gottesacker in Herrnhut (1730). Der regelmäßig angelegte Friedhof mit den einheitlich gestalteten Grabanlagen vermittelt ein Bild der Gleichheit und Gemeinsamkeit und spiegelt als liturgischer Raum die einfache und tiefreligiöse Lebensweise der Brüdergemeine wider. Er unterscheidet in eine Brüder- und eine Schwesternseite. Die Gräber besitzen flache, mit schlichten Aufschriften versehene Grabsteine aus Sandstein, die die Vergänglichkeit symbolisieren. Der Gottesacker ist mit Buchen-Hecken eingefriedet. Die regelmäßig angelegten Wege sind mit Alleen und Baumreihen aus Winter-Linden bepflanzt. Das nach Westen und Süden abfallende Gelände ist terrassiert. Von religions- und regionalgeschichtlichem Wert. Weitgehend unverändert erhalten. | 09253059 |
|                                         | Denkmal für die Gefallenen des Ersten Weltkrieges | Am Schneiderberg (am Rande des Gottesackers) (Karte) | Nach 1918                                                                                                | Ortshistorisch von Bedeutung; etwa 2,20 m hoher, grauer, grob behauener Granitkubus mit Inschrift | 09300735 |
|                                         | Kriegerdenkmal für die Gefallenen des Napoleonischen Krieges 1813 | Am Wasserturm (Karte) | Nach 1813                                                                                                | Ortshistorisch von Bedeutung | 09253058 |
| Weitere Bilder                          | Wasserturm | Am Wasserturm 2 (Karte) | Bezeichnet mit 1931                                                                                      | Wasserturm mit rechteckigem Grundriss und seltenem rechteckigen Flachbodenbehälter aus Eisenbeton. Behältervolumen etwa 180 m³. Laut einem eingemauerten Granitstein neben der Eingangstür 1931 erbaut. Außerbetriebnahme in den 1980er Jahren. Dient seitdem als Schlauchtrockenturm und Lager für die Feuerwehr. 2005 Aufstellung eines Mobilfunksendemastes. Innere Unterteilung des Turms in vier Geschosse, durch Holztreppe erschlossen. Darüber liegend der Wasserbehälter mit mittigem Aufstiegsschacht ins Dachgeschoss. Die Wände bestehen aus 60 cm dicken Mauerwerk, welches sich ab dem zweiten Obergeschoss auf 50 cm Dicke mit verstärkten Ecken verringert. Bemerkenswert ist das Fehlen tragender Eisenbetonsäulen innerhalb der Wände. Sämtliche Decken aus Eisenbeton mit je einem Unterzug. Der Behälterboden wird durch zwei kreuzförmig angeordnete Unterzüge getragen. Behälter wegen sich zersetzender innerer Holzverkleidung nicht begehbar. Aufgrund der schlichten, aber gelungenen architektonischen Gestaltung des Turmes besitzt der Turm neben seiner technikgeschichtlichen Bedeutung auch einen ortsbildprägenden Charakter. Das Erdgeschoss ist durch eine Klinkerfassade hervorgehoben. Geschossgesimse aus Klinker gliedern die darüber beginnende Putzfassade. Die Lage des Behälters ist durch zwei zusätzliche unterteilende Gesimse betont. Das zweistufig zurückgesetzte Dachgeschoss verleiht dem Turm im Zusammenwirken mit den Gesimsen eine pagodenhafte Wirkung. | 09253057 |
| Weitere Bilder                          | Kolonie Kleinwelka (Sachgesamtheit) | Friedhofsweg, Friedrich-Gruhl-Straße, Gerberberg, Glockengasse, Hauptstraße, Matthäus-Lange-Straße, Peter-Buck-Straße, Zinzendorfplatz und Zinzendorfstraße | Ab 1751                                                                                                  | Sachgesamtheit Kolonie Kleinwelka: Ortslage Kleinwelka als Gründung der Herrnhuter Brüdergemeine einschließlich ihrer als Einzeldenkmale ausgewiesenen Bebauung am Friedhofsweg, Friedrich-Gruhl-Straße, Gerberberg, Glockengasse, Hauptstraße, Matthäus-Lange-Straße, Peter-Buck-Straße, Zinzendorfplatz und Zinzendorfstraße (siehe Einzeldenkmalliste) mit zugehörigen Freitreppen vor den straßenseitigen Gebäuden und folgenden Sachgesamtheitsteilen: Seitengebäude Peter-Buck-Straße 2, Wohnhaus Peter-Buck-Straße 4, Wohnhaus Hauptstraße 4, Wohnhäuser Zinzendorfstraße 1, 2, 8, 9, Wohnhaus Am Schneiderberg 2, Granitgehwegplatten, Pflasterung, Granitpoller und Granitpfosten der Einfriedungen; weitgehend authentisch erhaltene Anlage, baugeschichtlich, ortsgeschichtlich, religionsgeschichtlich und sozialgeschichtlich von Bedeutung, singulärer Wert | 09300736 |
|                                         | Wohnhaus mit Apotheke, mit Verbindungsgang zum Schwesternhaus Zinzendorfplatz 7 (Einzeldenkmal zu ID-Nr. 09300736) | Friedhofsweg 1 (Karte) | 1779 | Einzeldenkmal der Sachgesamtheit Kolonie Kleinwelka; baugeschichtlich und ortsgeschichtlich von Bedeutung. Massiv, zweigeschossig, mit Resten von Putzgliederung, mit dem Schwesternhaus durch einen Verbindungsgang im ersten Obergeschoss baulich verbunden, giebelständig, Krüppelwalm mit zwei großen Dachhechten. | 09253038 |
|                                         | Wohnhaus / Diasporahaus (Einzeldenkmal zu ID-Nr. 09300736) | Friedhofsweg 2 (Karte) | 1778 | Einzeldenkmal der Sachgesamtheit Kolonie Kleinwelka; Obergeschoss Fachwerk verschiefert, baugeschichtlich und ortsgeschichtlich und religionsgeschichtlich von Bedeutung. Haustür Granitgewände mit vierstufiger Freitreppe, massiger Baukörper mit Krüppelwalmdach, Fenster gesprosst und in originaler Größe. | 09253060 |
| Weitere Bilder                          | Wohnhaus in Ecklage, davor sieben Granit-Zaunpfeiler (Einzeldenkmal zu ID-Nr. 09300736) | Friedrich-Gruhl-Straße 2 (Karte) | Kern 1787                                                                                                | Einzeldenkmal der Sachgesamtheit Kolonie Kleinwelka; Obergeschoss Fachwerk verbrettert, baugeschichtlich und straßenbildprägend von Bedeutung. Haustür mit Granitgewände und -freitreppe, Erdgeschoss Reste von Putzgliederung, originale Sprossenfenster. | 09253052 |
|                                         | Wohnhaus (Einzeldenkmal zu ID-Nr. 09300736) | Friedrich-Gruhl-Straße 4 (Karte) | Um 1800                                                                                                  | Einzeldenkmal der Sachgesamtheit Kolonie Kleinwelka; eingeschossiger Putzbau mit Krüppelwalmdach, Zeugnis der alten Ortsbebauung, baugeschichtlich und straßenbildprägend von Bedeutung. Giebel verschiefert, gedrungener Baukörper, Fenster verändert. | 09253067 |
|                                         | Wohnhaus mit Mauerzug der Grundstückseinfriedung entlang der Straße (Einzeldenkmal zu ID-Nr. 09300736) | Gerberberg 1 (Karte) | 1766 | Einzeldenkmal der Sachgesamtheit Kolonie Kleinwelka; Obergeschoss Fachwerk verschiefert, historischer Bestandteil der Architektur der Brüdergemeine, baugeschichtlich und ortsgeschichtlich von Bedeutung, Mauer ortsbildprägend. Gerberei der Brüderhauses, Giebel verputzt. | 09253101 |
|                                         | Wohnhaus und in die Tiefe des Grundstücks verlaufende Einfriedungsmauer (Einzeldenkmal zu ID-Nr. 09300736) | Hauptstraße 5 (Karte) | 1795 | Einzeldenkmal der Sachgesamtheit Kolonie Kleinwelka; Bestandteil des Ortsbildes, baugeschichtlich von Bedeutung. Massiv, zweigeschossig, Krüppelwalmdach, Haustür mit profiliertem Gewände, Freitreppe, Baukörper original erhalten, Fenster verändert. | 09253047 |
| Weitere Bilder                          | Gasthof (ohne östlichen Anbau) mit drei Wirtschaftsgebäuden, Hofpflasterung und Torbogen, vor dem Gasthof drei achteckige Granitpfeiler (Einzeldenkmal zu ID-Nr. 09300736)                                                                         | Hauptstraße 7 (Karte) | 1782 | Einzeldenkmal der Sachgesamtheit Kolonie Kleinwelka; orts- und baugeschichtlich von Bedeutung. Gasthof traufständig, massiv, zweigeschossig, Reste von Putzgliederung; Haustür Granitgewände und Granit-Freitreppe; Krüppelwalmdach mit fünf Dachhäuschen; mittleres Wirtschaftsgebäude mit breiter Durchfahrt; Granit-Hofpflasterung. | 09253044 |
|                                         | Hof mit zwei Seitengebäuden (Einzeldenkmal zu ID-Nr. 09300736) | Hauptstraße 8 (Karte) | Um 1850, Kern womöglich älter                                                                            | Einzeldenkmal der Sachgesamtheit Kolonie Kleinwelka; Zeugnis der ersten Bebauung des Ortes, baugeschichtlich, wirtschaftsgeschichtlich und straßenbildprägend von Bedeutung. Vierte Seite des Hofes abgerissen. Wohnhaus massiv mit Bruch- und Feldsteinen, Rückseite Ausbau mit Gusseisensäulen; alle Gebäude mit Krüppelwalmdächern. | 09253045 |
| Weitere Bilder                          | Wohnhaus (Einzeldenkmal zu ID-Nr. 09300736) | Hauptstraße 9 (Karte) | 1774 | Einzeldenkmal der Sachgesamtheit Kolonie Kleinwelka; baugeschichtlich von Bedeutung. zweigeschossig, massiv, Putzgliederung, Haustür mit Freitreppe, Granitgewände mit Schlussstein, Krüppelwalmdach drei Fledermausgaupen. | 09253043 |
|                                         | Wohnhaus / Pilgerhaus (Einzeldenkmal zu ID-Nr. 09300736) | Hauptstraße 10 (Karte) | 1870 | Einzeldenkmal der Sachgesamtheit Kolonie Kleinwelka; stattlicher Putzbau mit übergiebeltem Mittelrisalit, Putzgliederung, Satteldach, entscheidend orts- und straßenbildprägend, baugeschichtlich und religionsgeschichtlich von Bedeutung. Dreigeschossig, Fensterbekrönungen, Erdgeschoss rustiziert, originale Sprossenfenster, Winterfenstern. | 09253042 |
|                                         | Wohnhaus / ehemaliges Hohenthalsches Haus (Einzeldenkmal zu ID-Nr. 09300736) | Hauptstraße 11 (Karte) | 1784 | Einzeldenkmal der Sachgesamtheit Kolonie Kleinwelka; mit zweiläufiger Granittreppe zum Eingang, baugeschichtlich und ortsgeschichtlich von Bedeutung. Zweigeschossig, schöne Haustür, Fenstergrößen und Wandstruktur stark verändert. | 09253104 |
|                                         | Wohnhaus in halboffener Bebauung (Einzeldenkmal zu ID-Nr. 09300736) | Hauptstraße 13 (Karte) | 1835 | Einzeldenkmal der Sachgesamtheit Kolonie Kleinwelka; baugeschichtlich und straßenbildprägend von Bedeutung. Massiv, zweigeschossig, im Erdgeschoss große Toreinfahrt, dahinter Gewölbe, aufwändiges Portal, mit Granitgewände, Fenstergewände im Obergeschoss entfernt. | 09253041 |
| Direkt Bild zu diesem Denkmal hochladen | Gasthaus | Hoyerswerdaer Straße 113 (Karte) | Wetterfahne bezeichnet mit 1852                                                                          | Stattlicher Putzbau mit übergiebeltem Mittelrisalit, Tanzsaal im Obergeschoss mit Bogenfenstern, baugeschichtlich und ortsgeschichtlich von Bedeutung, massiv, Freitreppe, Gesims mit Eckverkröpfung | 09253050 |
| Direkt Bild zu diesem Denkmal hochladen | Wohnhaus mit Granit-Einfriedung | Hoyerswerdaer Straße 117 (Karte) | 1920er Jahre                                                                                             | Pittoreskes Künstlerhaus, baugeschichtlich und künstlerisch von Bedeutung. Massiver Putzbau, Obergeschoss Rundfenster, Erdgeschoss Rundbogentüren, auf Terrasse führend, darunter Garage, Fenstersprossungen organisch, pagodenartiges Dach, schwungvolle Bögen zu den beiden Nachbarhäusern hin. Architekt: Kurt Domschke (1889–1975). | 09253049 |
|                                         | Villenartiges Wohnhaus | Hoyerswerdaer Straße 127 (Karte) | Nach 1910                                                                                                | Straßenbildprägendes Zeugnis der historischen Hauslandschaft, baugeschichtlich von Bedeutung. Zweigeschossiger Baukörper mit Natursteinsockel, Putzgliederungen, teilweise erhaltenen hölzernen Schlagläden und hohem Walmdach mit verschiedenen Dachausbauten. Objekt bezüglich Kubatur, Bauausführung und gestalterischer Details von hohem Authentizitätsgrad. Anregung zur Unterschutzstellung von Stadtverwaltung Bautzen, Denkmalschutzbehörde. | 09254508 |
| Direkt Bild zu diesem Denkmal hochladen | Villenartiges Wohnhaus | Hoyerswerdaer Straße 135 (Karte) | Nach 1910                                                                                                | Straßenbildprägendes Zeugnis der historischen Hauslandschaft, baugeschichtlich von Bedeutung. Zweigeschossiger Baukörper mit Putzgliederungen, teilweise erhaltenen hölzernen Schlagläden und Mansarddach mit verschiedenen Dachausbauten. Zum Teil schon neue Fenster eingebaut. Nachträgliche Aufnahme in die Denkmalaufstellung auf Anregung von Stadtverwaltung Bautzen, Denkmalschutzbehörde. | 09254509 |
|                                         | Wohnhaus / Brüderhaus (Einzeldenkmal zu ID-Nr. 09300736) | Matthäus-Lange-Straße 1 (Karte) | Einweihung 1765                                                                                          | Einzeldenkmal der Sachgesamtheit Kolonie Kleinwelka; barocker Putzbau, ortskernprägendes Gebäude, baugeschichtlich, ortsgeschichtlich und religionsgeschichtlich von Bedeutung. Zweigeschossig, massiv, großes Krüppelwalmdach mit langem Dachhecht, Haustürgewände profiliert, mit Schlussstein, Freitreppe, Fenstergewände Sandstein, Sprossenfenster im originalen Sinne. | 09253030 |
| Direkt Bild zu diesem Denkmal hochladen | Mauerzug der Grundstückseinfriedung mit zwei Toreinfahrten, diese mit jeweils zwei Granittorpfosten (Einzeldenkmal zu ID-Nr. 09300736) | Matthäus-Lange-Straße 1b (Karte) | 19. Jahrhundert                                                                                          | Einzeldenkmal der Sachgesamtheit Kolonie Kleinwelka; ortsbildprägend von Bedeutung | 09304280 |
|                                         | Repräsentativer zweigeschossiger Baukörper mit aufwändiger Fassadengestaltung | Neue Straße 1 (Karte) | Um 1900                                                                                                  | Baugeschichtliche und ortsgeschichtliche Bedeutung, ehemals vermutlich Schule oder Verwaltungsbau, Naturstein-Sockel mit Kellerfenstern, vertikale Lisenengliederung zwischen den Fensterachsen, großes Mansarddach mit drei Fledermausgaupen und giebelseitigem Zierfachwerk, an Neuer Straße symmetrische Fassade mit Balkon über dem Eingang (mit schmiedeeisernem Gitter) saniert | 09304272 |
|                                         | Wohnhaus | Neue Straße 5 (Karte) | Giebelverbretterung bezeichnet mit 1913                                                                  | Baugeschichtlich von Bedeutung, zweigeschossig, mansardartig heruntergezogenes Dach, großes Dachhaus, Wand und Verbretterungen an der Fassade im Sinne des Heimatstils bemalt, Fenster fast alle original | 09253082 |
| Weitere Bilder                          | Feierabendheim mit rückwärtiger Mauer und Treppe / Ehemalige Knabenschule (Einzeldenkmal zu ID-Nr. 09300736) | Peter-Buck-Straße 1 (Karte) | Älterer Teil von 1876/1877; Grundstein bezeichnet mit 1897                                               | Einzeldenkmal der Sachgesamtheit Kolonie Kleinwelka; markanter Putzbau mit reicher Fassadengliederung, ortsbildbeherrschendes Gebäude, baugeschichtlich und ortsgeschichtlich von Bedeutung. Dreigeschossiger Bau mit Flügeln, ornamentreiche Fassade im eklektischen Gemisch von Renaissance- und Gotikformen, Mittelrisalit mit floralem Ornament, mit Treppengiebel, Erdgeschoss rustiziert, rückwärtiger Bau mit Jugendstilformen, im Zusammenhang mit dem Wirken der Brüdergemeine entstanden (ehemalige Knabenschule). | 09253031 |
| Weitere Bilder                          | Wohnhaus / Kleines Schwesternhaus (Einzeldenkmal zu ID-Nr. 09300736) | Peter-Buck-Straße 2 (Karte) | 1795 | Einzeldenkmal der Sachgesamtheit Kolonie Kleinwelka; Putzbau mit Drempel und Satteldach, baugeschichtlich und ortsgeschichtlich von Bedeutung. Zweigeschossig, mit Drempel und Hechtgaupe, stark verändert; Ortstermin mit Besichtigung im Inneren hat ergeben, dass Objekt innen weitgehend unverändert erhalten ist. | 09253103 |
| Weitere Bilder                          | Wohnhaus (Einzeldenkmal zu ID-Nr. 09300736) | Peter-Buck-Straße 3 (Karte) | 1819 | Einzeldenkmal der Sachgesamtheit Kolonie Kleinwelka; baugeschichtlich von Bedeutung. Massiv, eingeschossig, Krüppelwalmdach mit fünf Fledermausgaupen, rückseitig mit fünf Dachhäuschen, Sprossenfenster. | 09253032 |
| Weitere Bilder                          | Wohnhaus, ohne Anbau (Einzeldenkmal zu ID-Nr. 09300736) | Peter-Buck-Straße 5 (Karte) | 1765 | Einzeldenkmal der Sachgesamtheit Kolonie Kleinwelka; baugeschichtlich von Bedeutung. Eingeschossig, massiv, mit überstehendem Dachhaus, Sprossenfenster unecht; originale Haustür entfernt. | 09253033 |
| Weitere Bilder                          | Wohnhaus und Scheune eines Zweiseithofes (Einzeldenkmal zu ID-Nr. 09300736) | Peter-Buck-Straße 7 (Karte) | 1765 | Einzeldenkmal der Sachgesamtheit Kolonie Kleinwelka; ehemalige Schmiede, baugeschichtlich und straßenbildprägend von Bedeutung. Wohnhaus zweigeschossig, massiv, Haustür mit Granitgewände; Scheune massiv; Fenster in originaler Größe, größtenteils mit Sprossen; beide Gebäude mit Krüppelwalmdach und einfacher Biberschwanzdeckung. | 09253034 |
| Direkt Bild zu diesem Denkmal hochladen | Scheune | Schmiedegasse 2 (Karte) | 18. Jahrhundert                                                                                          | Feldsteinbau, einer der Aufenthaltsorte Napoleons 1813, straßenbildprägend, orts- und baugeschichtlich von Bedeutung, Giebel verbrettert, alter Dachstuhl | 09253107 |
|                                         | Wohnhaus in zwei Flügeln über Eck, dazu an der Zinzendorfstraße die Einfriedungsmauer, mehrere Granitpfosten und Einfahrt / Witwenhaus (Einzeldenkmal zu ID-Nr. 09300736)                                                                          | Zinzendorfplatz 1 (Karte) | 1759 | Einzeldenkmal der Sachgesamtheit Kolonie Kleinwelka; ein Flügel am Platz, der andere entlang der Zinzendorfstraße, baugeschichtlich und ortsgeschichtlich von Bedeutung, platzbildprägend. Massiv, zweigeschossig, Granit-Haustürgewände, massive Wohnscheune mit zwei Fledermausgaupen nach 1995 abgebrochen. | 09253039 |
|                                         | Wohnhaus, Eckhaus in geschlossener Bebauung in zwei Flügeln / Ladenhaus (Einzeldenkmal zu ID-Nr. 09300736) | Zinzendorfplatz 2 (Karte) | 1752 | Einzeldenkmal der Sachgesamtheit Kolonie Kleinwelka; ein Flügel an der Hauptstraße, baugeschichtlich und ortsgeschichtlich von Bedeutung, platzbildprägend. Zweigeschossig, massiv, gedrungener Baukörper, mächtiges Krüppelwalmdach mit zehn Fledermausgaupen; Ladeneinbau, davor breite, vierstufige Granit-Freitreppe, Fenstersprossung im originalen Sinne erhalten. | 09253040 |
|                                         | Wohnhaus mit nach hinten angebautem Flügel / Komtesshaus (Einzeldenkmal zu ID-Nr. 09300736) | Zinzendorfplatz 3 (Karte) | 1865 | Einzeldenkmal der Sachgesamtheit Kolonie Kleinwelka; repräsentatives Gebäude mit Kolossalpilastern, baugeschichtlich und ortsgeschichtlich von Bedeutung, prägt das Ortszentrum. Zweigeschossig, Fassade mit gegiebeltem Mittelrisalit, Putzgliederung mit angedeuteter Kolossalordnung, Drempel, acht Fensterachsen, Bausubstanz weitgehend original erhalten; das Haus gehörte seit 1870 der Komtess von Hohenthal, sie vermachte es der Brüdergemeine. | 09253027 |
|                                         | Wohnhaus, ohne Anbauten (Einzeldenkmal zu ID-Nr. 09300736) | Zinzendorfplatz 4 (Karte) | 1752 | Einzeldenkmal der Sachgesamtheit Kolonie Kleinwelka; Obergeschoss und Giebel Fachwerk verbrettert, baugeschichtlich und ortsbildprägend von Bedeutung. Steiles Krüppelwalmdach mit Hechtgaupe, Fenster in originaler Größe. | 09253028 |
|                                         | Pfarrhaus, ohne Anbauten (Einzeldenkmal zu ID-Nr. 09300736) | Zinzendorfplatz 5 (Karte) | Ursprünglich 1757                                                                                        | Einzeldenkmal der Sachgesamtheit Kolonie Kleinwelka; baugeschichtlich und ortsgeschichtlich von Bedeutung. Massiv, mit Granit-Haustürgewände, Giebelprofilierung, relativ große Sprossenfenster mit Winterfenstern im originalen Sinne erhalten; seit 1896 Predigerwohnung. | 09253029 |
|                                         | Chorsaal / Wohnhaus in Ecklage (Nr. 6), hofseitige Remise, Hofpflasterung, mittleres Wohnhaus mit Chorsaal (Nr. 6) und anschließendes Wohnhaus mit Hofflügel (Nr. 7) sowie Brunnen auf dem Hof / Schwesternhaus (Einzeldenkmal zu ID-Nr. 09300736) | Zinzendorfplatz 6, 7 (Karte) | 1770 eingeweiht, Nr. 6; Ende 19. Jahrhundert, Nr. 6; 2. Hälfte 18. Jahrhundert, Nr. 7 und Remisengebäude | Einzeldenkmal der Sachgesamtheit Kolonie Kleinwelka; baugeschichtlich, ortsgeschichtlich, platzbildprägend und religionsgeschichtlich von Bedeutung. - Wohnhaus in Ecklage zur Peter-Buck-Straße (Nr. 6): massiver, zweigeschossiger Putzbau mit Putzgliederung, angedeutete Rustizierung im Erdgeschoss, Gurtgesims, originale Sprossenfenster - Remise: massiv, mit fünf Arkadenbögen aus Granit, lang gestreckter Dachhecht; originale Hofpflasterung aus Granit - Mittleres giebelständiges Wohnhaus (Nr. 6): mächtiger zweigeschossiger Massivbau mit Putzgliederung und Krüppelwalmdach, Dachhäuschen, Chorsaal im Dachgeschoss - Wohnhaus (Nr. 7): Obergeschoss Fachwerk, verbrettert, traufständig, mit rückseitigem Flügel; mittleres Wohnhaus Nr. 6 und Wohnhaus Nr. 7 im Inneren miteinander verbunden | 09253037 |
| Weitere Bilder                          | Gemeingarten / Betsaal und Gemeingarten (Einzeldenkmal zu ID-Nr. 09300736) | Zinzendorfplatz 8 (Karte) | Wetterfahne bezeichnet mit 1758                                                                          | Einzeldenkmal der Sachgesamtheit Kolonie Kleinwelka; Betsaal der Brüdergemeine, schlichter Putzbau mit Rundbogenfenstern, hohes Krüppelwalmdach mit Fledermausgaupen und Dachreiter, baugeschichtlich, ortsgeschichtlich und religionsgeschichtlich von Bedeutung. 1751 wurde die Herrnhuter Brüderkolonie Kleinwelka gegründet. Der 1758 errichtete Betsaal bildete mit dem angrenzenden Gemeingarten das Zentrum der Kolonie. Ursprünglich wurde der Garten vom Gemeindiener (Pfarrer) und dem Vorsteher (Bürgermeister) als Nutzgarten bewirtschaftet. Ende des 19. Jahrhunderts gab man diesen zugunsten einer öffentlichen Anlage auf. Das regelmäßige Wegesystem mit den dieses begleitenden Baumreihen bezieht sich auf die Ost-West-Achse des Betsaals. In der Mitte befindet sich eine platzartige Erweiterung mit einem Baumrondell. Am westlichen Ende des Mittelweges markiert ein Säulen-Eichen-Paar den Zugang. In den Kolonien der Herrnhuter Brüdergemeine bildete immer der Betsaal mit einem angrenzenden Platz das Zentrum der Kolonie. Besonderheit hier ist die Lage des Betsaals, der sich nicht am Rande des Platzes, sondern auf dem Platz befindet. | 09253026 |
| Weitere Bilder                          | Komplex aus drei Wohnhäusern / Mädchenhaus (Einzeldenkmal zu ID-Nr. 09300736) | Zinzendorfstraße 1 (Karte) | 1860 | Einzeldenkmal der Sachgesamtheit Kolonie Kleinwelka; spätklassizistische Putzfassaden, baugeschichtlich und straßenbildprägend von Bedeutung, dreigeschossig | 09253061 |
| Weitere Bilder                          | Wohnhaus (Einzeldenkmal zu ID-Nr. 09300736) | Zinzendorfstraße 3 (Karte) | 1871 | Einzeldenkmal der Sachgesamtheit Kolonie Kleinwelka; straßenbildprägend und baugeschichtlich von Bedeutung. Massiv, mit gegiebeltem Mittelrisalit, Granittreppe, Sprossenfenster original. | 09253064 |
| Weitere Bilder                          | Doppelwohnhaus (Einzeldenkmal zu ID-Nr. 09300736) | Zinzendorfstraße 4, 6 (Karte) | 1762 | Einzeldenkmal der Sachgesamtheit Kolonie Kleinwelka; Obergeschoss Fachwerk verbrettert, straßenbildprägend und baugeschichtlich von Bedeutung. Krüppelwalmdach mit vier Fledermausgaupen, Fenster in originaler Größe. | 09253063 |
| Weitere Bilder                          | Wohnhaus, zwei Werkstattgebäude im Grundstück sowie Mauer und zwei Granittorsäulen (Einzeldenkmal zu ID-Nr. 09300736) | Zinzendorfstraße 5 (Karte) | 2. Hälfte 18. Jahrhundert                                                                                | Einzeldenkmal der Sachgesamtheit Kolonie Kleinwelka; baugeschichtliche und ortsbildprägende Bedeutung. Wohnhaus massiv, zweigeschossig, Krüppelwalmdach und fünf Fledermausgaupen; Haustür mit Granitgewände und Freitreppe aus vier halbrunden Granitstufen; schöne Haustür; Fenster gesprosst. | 09253065 |
| Weitere Bilder                          | Wohnhaus, nach links in geschlossener Bebauung (Einzeldenkmal zu ID-Nr. 09300736) | Zinzendorfstraße 7 (Karte) | 1795 | Einzeldenkmal der Sachgesamtheit Kolonie Kleinwelka; prägt das Straßenbild entscheidend mit, baugeschichtlich von Bedeutung. Eingeschossiger, massiver, gedrungener Baukörper mit Krüppelwalmdach; Haustür-Granitgewände; Fenster verändert. | 09253056 |
| Weitere Bilder                          | Wohnhaus / Voranstalt (Einzeldenkmal zu ID-Nr. 09300736) | Zinzendorfstraße 11 (Karte) | 1795 oder 1802                                                                                           | Einzeldenkmal der Sachgesamtheit Kolonie Kleinwelka; wichtiges Gebäude im ortshistorischen Kontext, baugeschichtlich von Bedeutung. Breitgelagertes, freistehendes massives Wohnhaus; zweigeschossig; Krüppelwalm; Haustür mit Granitgewände und fünfstufiger Granit-Freitreppe; zum Teil Sprossenfenster, zum Teil vermauerte Fenster. | 09253054 |

## Streichungen von der Denkmalliste
| Bild                                    | Bezeichnung                                                   | Lage                      | Datierung | Beschreibung | ID       |
| --------------------------------------- | ------------------------------------------------------------- | ------------------------- | --------- | --- | -------- |
| Direkt Bild zu diesem Denkmal hochladen | Wohnstallhaus, Ausgedinge und Seitengebäude eines Bauernhofes | Fallantgässchen 4 (Karte) | Um 1850   | typische ostsächsische Bauweise, baugeschichtlich und wirtschaftsgeschichtlich von Bedeutung; zwischen 2008 und 2014 abgerissen und durch Neubau ersetzt. - Wohnstallhaus Obergeschoss Fachwerk - Ausgedinge eingeschossig, massiv - Kleines Wirtschaftsgebäude mit Fachwerk | 09253048 |

## Tabellenlegende
- Bild: Bild des Kulturdenkmals, ggf. zusätzlich mit einem Link zu weiteren Fotos des Kulturdenkmals im Medienarchiv Wikimedia Commons. Wenn man auf das Kamerasymbol klickt, können Fotos zu Kulturdenkmalen aus dieser Liste hochgeladen werden:
- Bezeichnung: Denkmalgeschützte Objekte und ggf. Bauwerksname des Kulturdenkmals
- Lage: Straßenname und Hausnummer oder Flurstücknummer des Kulturdenkmals. Die Grundsortierung der Liste erfolgt nach dieser Adresse. Der Link (Karte) führt zu verschiedenen Kartendiensten mit der Position des Kulturdenkmals. Fehlt dieser Link, wurden die Koordinaten noch nicht eingetragen. Sind diese bekannt, können sie über ein Tool mit einer Kartenansicht einfach nachgetragen werden. In dieser Kartenansicht sind Kulturdenkmale ohne Koordinaten mit einem roten bzw. orangen Marker dargestellt und können durch Verschieben auf die richtige Position in der Karte mit Koordinaten versehen werden. Kulturdenkmale ohne Bild sind an einem blauen bzw. roten Marker erkennbar.
- Datierung: Baubeginn, Fertigstellung, Datum der Erstnennung oder grobe zeitliche Einordnung entsprechend des Eintrags in der sächsischen Denkmaldatenbank
- Beschreibung: Kurzcharakteristik des Kulturdenkmals entsprechend des Eintrags in der sächsischen Denkmaldatenbank, ggf. ergänzt durch die dort nur selten veröffentlichten Erfassungstexte oder zusätzliche Informationen
- ID: Vom Landesamt für Denkmalpflege Sachsen vergebene, das Kulturdenkmal eindeutig identifizierende Objekt-Nummer. Der Link führt zum PDF-Denkmaldokument des Landesamtes für Denkmalpflege Sachsen. Bei ehemaligen Kulturdenkmalen können die Objektnummern unbekannt sein und deshalb fehlen bzw. die Links von aus der Datenbank entfernten Objektnummern ins Leere führen. Ein ggf. vorhandenes Icon  führt zu den Angaben des Kulturdenkmals bei Wikidata.

## Ausführliche Denkmaltexte
1. ↑  Betsaal und Gemeingarten Zinzendorfplatz 8:
  - Bauliche Schutzgüter:
    - Gebäude: Betsaal (Einzeldenkmal), errichtet 1758; rechteckiger, schlichter Saal mit flacher Holzdecke; Holzemporen; der Betsaal genannte Bau hat lediglich einen Dachreiter, nach Herrnhuter Tradition

  - Erschließung: kreuzförmiges Wegesystem, Hauptwege Nord-Süd-Weg und Ost-West-Weg kreuzen sich und bilden platzartige Erweiterung im Zentrum des Platzes, jeweils ein weiterer Weg parallel zu den Platzkanten und ein Nord-Süd-Weg entlang des Betsaals, alle Wege mit wassergebundener Decke
  - Vegetation:
    - Alleen und Baumreihen: lückenhafte Reihen aus Winter-Linden (Tilia cordata) entlang der äußeren Wege, Rondell aus ehemals acht (jetzt sechs) Spitz-Ahornen (Acer platanoides) um runden Platz im Zentrum der Anlage
    - Einzelbäume: Baumpaar aus zwei Säulen-Eichen (Quercus robur ‚Fastigiata’) am westlichen Ende des Ost-West-Weges
    - Hecken und Sträucher: Reste einer ehemaligen Liguster-Hecke (Ligustrum vulgare) an der Südseite des Platzes